# Province de Petorca
La province de Petorca est une province chilienne située à l'extrême nord de la région de Valparaíso. Elle a une superficie de 4 588,9 km² pour une pobulation de 70 610 habitants. Sa capitale provinciale est la ville de La Ligua. Son gouverneur est Nilton Vergara Carroza.

## Climat
La province est touchée par la sécheresse depuis 2010. En octobre 2019, le gouvernement reconnait la perte de plus de 100 000 chèvres, bovins et ovins.

## Accès à l'eau
Du fait de la privatisation des ressources en eau, celle-ci est essentiellement aux mains des grandes entreprises extractives et des grandes fortunes, en privant la population. La plupart des habitants de Petorca se font livrer l’eau par camion-citerne et vivent avec cinquante litres d’eau par jour et par personne, soit la quantité minimum recommandée par l’Organisation mondiale de la santé pour subvenir aux besoins de base (boire, se laver, cuisiner).
Les autorités locales se montrent particulièrement inquiètes lors de la pandémie de Covid-19 de 2020, en raison de l’impossibilité pour leurs administrés d’effectuer les gestes de protection contre le virus (se laver les mains, laver les produits qui entrent dans la maison, désinfecter régulièrement les surfaces intérieures, etc).
L’universitaire Paola Bolados García précise que le manque d’eau à Petorca n’est pas tant une conséquence naturelle que le résultat « d’une économie et d’une politique associées à un modèle basé sur l’exportation, propulsé par le régime militaire, qui a été prolongé et approfondi ». Le fleuve Petorca a été déclaré asséché en 1997. La Ligua, le second fleuve de la province, l’a été en 2004.

## Communes
La province est divisée en 5 communes  :
- La Ligua ;
- Cabildo ;
- Zapallar ;
- Papudo ;
- Petorca.